# Elisabeth von Ungnad

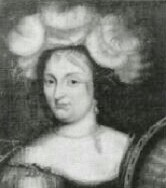
Elisabeth von Ungnad

Elisabeth Freiin von Ungnad, ab 1646 Elisabeth von Mahrenholtz, ab etwa 1652 Gräfin Elisabeth Ungnad von Weissenwolff (* 1614 in Wien; † 12. Juni 1683 in Bremen) war eine deutsche Adelige, Hofdame von Juliane von Ostfriesland und Mutter des Reichsgrafen und Statthalters der Grafschaften Oldenburg und Delmenhorst für den dänischen König, Anton I. von Aldenburg (1633–1680).

## Leben

### Herkunft
Ungnad entstammte dem ursprünglich in Mainfranken ansässigen Ministerialengeschlecht Ungnad von Weissenwolff, das später nach Österreich übersiedelte, dort 1505 in dem Freiherrenstand erhoben wurde und einige bedeutende Staatsmänner der Habsburgermonarchie hervorbrachte.
Sie war die Tochter von Andreas Ungnad, Freiherr von Sonneck († nach 1634) und Margaretha Barbara von Prag (* 1579; † 1669 in Linz an der Donau), einer Tochter des Friedrich von Prag († 1600), eines Nachfahren von Ladislaus Prager. Ihr Vater war seit 1617 Verordneter des oberösterreichischen Herrenstandes und gehörte nach der Konversion zum Calvinismus zur antihabsburgischen Opposition der dortigen größtenteils protestantischen Stände. 1620 musste die Familie nach Böhmen fliehen und die – verschuldeten – Güter der Familie wurden konfisziert. Nachdem die Truppen der böhmischen Stände von den kaiserlichen und bayerischen Truppen der Katholischen Liga in der Schlacht am Weißen Berg besiegt worden waren, zog die Familie als Exulanten weiter nach Ostfriesland und ließ sich in Emden nieder. Elisabeths Bruder David (1604–1672) war im katholischen Glauben verblieben und trat später in Österreichische Staatsdienste.

### In Oldenburg
Da sie das Patenkind von Elisabeth von Oldenburg (1541–1612, Tochter des Grafen Günther von Schwarzburg) war, kam Elisabeth von Ungnad und Weissenwolf offenbar schon als Kind an den Hof der Grafschaft Oldenburg. Dort wurde sie die Geliebte von Elisabeth von Oldenburgs Sohn, dem Grafen Anton Günther von Oldenburg (1583–1667). Um das Verhältnis zwischen ihr und Anton Günther rankten sich zahlreiche Legenden, so etwa die phantasievoll ausgeschmückte Erzählung um ein mit dem Blut des Grafen unterschriebenen Eheversprechen, das Elisabeth angeblich von einem seiner Räte unter einem Vorwand abgenommen und ins Kaminfeuer fallen gelassen wurde. 1633 gebar Elisabeth dem Anton Günther einen Sohn, den späteren Reichsgrafen Anton I. von Aldenburg, den der Graf Anton Günther, obwohl illegitim, aufnahm, großzügig versorgte und standesgemäß ausbilden ließ. Nach der Heirat Anton Günthers mit Sophie von Schleswig-Holstein-Sonderburg, einer Tochter von Herzog Alexander von Schleswig-Holstein-Sonderburg im Jahre 1635, verließ Elisabeth Oldenburg und kehrte nach Ostfriesland zurück.

### In Ostfriesland
In Ostfriesland lebte Elisabeth von Ungnad und Weissenwolf einige Zeit in Schirum bei Aurich, wo sie ein Gut erwarb und eine Brauerei betrieb. Außerdem wurde sie eine enge Freundin und Vertraute von Juliane von Ostfriesland, der Ehefrau von Graf Ulrich II., die sie schließlich als Hofdame in ihr Gefolge aufnahm.
Am ostfriesischen Hof in Aurich lernte sie den dortigen Hofmeister Freiherr Johann von Marenholz kennen, den Sohn des oldenburgischen Vogtes Eberhardt von Marenholz († 1633) und der Enna Aldringa geb. von Nesse. Juliane von Ostfriesland machte Marenholtz zum Drosten von Berum und veranlasste 1646 die Vermählung mit Elisabeth von Ungnad und Weissenwolf.
Während die verwitwete Juliane von Ostfriesland ab 1648 das Land für ihren Sohn Enno Ludwig vormundschaftlich regierte, gehörten der Geheime Rat von Marenholtz und seine Frau zu den einflussreichsten Personen Ostfrieslands, waren aber beim Volk verhasst, unter anderem wegen des Vorwurfs, Marenholtz wäre der Geliebte der Juliane von Ostfriesland. Als Julianes Sohn schließlich 1651 die Regierung antrat, wurde Marenholtz am 10. Mai 1651 verhaftet. In der Folge wurde gegen das Ehepaar von Marenholtz ein Prozess initiiert. Nach einem unter Folter erzwungenen Geständnis seiner Liebesbeziehung zu Juliane von Ostfriesland wurde Johann von Marenholtz am 21. Juli 1651 durch das Schwert enthauptet.
Elisabeth wurde auf ihr Gut in Schirum verbannt. Sie ging aber nach Groningen und später nach Wien. Das Gut in Schirum wurde anschließend eingezogen. In Wien hatte Elisabeths Bruder David Ungnad von Weissenwolff (1604–1672) in der Zwischenzeit Karriere als habsburgischer Beamter gemacht und war zum Hofkammerpräsidenten und Grafen von Weissenwolff aufgestiegen. Mit seiner Hilfe verklagte sie Enno Ludwig bei Kaiser Ferdinand III. auf Herausgabe der eingezogenen Güter. Dem kam Enno Ludwig 1652 nach. In der Folge legte Elisabeth den Namen von Marenholtz ab und nahm mit kaiserlicher Erlaubnis den Titel Gräfin von Weissenwolff an. Sie zog sich nach Bremen zurück, wo sie bis zu ihrem Tode 1683 lebte. Zwischenzeitlich kümmerte sie sich um die Erziehung ihrer Enkeltöchter im Schloss zu Varel, wo ihr Leichnam schließlich auch bestattet wurde.